# Matúš Hruška
Matúš Hruška (* 17. září 1994 Žilina) je slovenský profesionální fotbalový brankář, který chytá za český klub SK Sigma Olomouc. Je také bývalým slovenským mládežnickým reprezentantem.

## Klubová kariéra
Svoji fotbalovou kariéru začal v MŠK Žilina, odkud v průběhu mládeže zamířil na hostování do MŠK Púchov, kam v roce 2010 přestoupil. Po sezoně 2012/13, kterou strávil na hostování v FK Senica, se propracoval do prvního týmu Púchova.
V lednu 15 odešel hostovat do TJ Spartak Myjava. V létě 2015 do týmu přestoupil. V sezoně 2015/16 se stal brankářskou jedničkou prvoligového klubu, kterému pomohl ke konečné třetí příčce. Dne 30. června 2016 si odbyl svůj debut v pohárové Evropě, když se objevil v základní skupině prvního předkola Evropské ligy proti rakouské Admiře Wacker.
Po odhlášení A-týmu Myjavy z nejvyšší slovenské ligy v zimní přestávce ročníku 2016/17 byl nejprve na testech v českém klubu FC Fastav Zlín, nicméně poté zakotvil v týmu ligového konkurenta, FK Dukla Praha. S dejvickým klubem podepsal smlouvu do konce roku 2019. Svůj debut v české nejvyšší soutěži si odbyl 20. května 2017, kdy čistým kontem přispěl k výhře 1:0 proti Zlínu. Na Julisce působil tři a půl roku, během nichž byl převážně náhradníkem Filipa Rady. Za dejvický celek ale odchytal jen devět prvoligových zápasů, v nichž třikrát neinkasoval, a po sestupu Dukly do druhé ligy byl v první polovině sezony brankářskou jedničkou.
V září 2020 přestoupil do týmu MFK Dukla Banská Bystrica. Ve své druhé sezoně postoupil s klubem do slovenské nejvyšší soutěže. Po postupu Banské Bystrice do Niké ligy odehrál Hruška během dvou sezón 63 zápasů a dvanáctkrát udržel čisté konto. V obou sezonách byl brankářem s největším počtem zákroků v celé soutěži.
V červenci 2024 se vrátil zpátky do pražské Dukly. V týmu Petra Rady se ihned stal brankářskou jedničkou. V sezoně 2024/25 odehrál 36 ligových utkání a pomohl pražskému klubu k záchraně v nejvyšší soutěži, když v baráži Dukla porazila druholigový Vyškov po penaltovém rozstřelu.
V létě 2025 přestoupil do Sigmy Olomouc.

## Reprezentační kariéra
V roce 2015 se stal členem slovenské mládežnické reprezentace U21.
Se slovenskou „jedenadvacítkou“ slavil v říjnu 2016 postup z kvalifikace na Mistrovství Evropy 2017 v Polsku. Do závěrečné 23členné nominace pro šampionát jej však trenér Pavel Hapal nezařadil.